# グラント・メイジャー
グラント・メイジャー（Grant Major, 1955年 - ）は、ニュージーランド出身のアートディレクターである。映画『ロード・オブ・ザ・リング』三部作への参加で知られており、『王の帰還』でアカデミー賞美術賞を受賞した。

## 受賞とノミネート
| 賞               | 年   | 部門   | 作品名                            | 結果       |
| ---------------- | ---- | ------ | --------------------------------- | ---------- |
| アカデミー賞     | 2001 | 美術賞 | ロード・オブ・ザ・リング          | ノミネート |
| アカデミー賞     | 2002 | 美術賞 | ロード・オブ・ザ・リング/二つの塔 | ノミネート |
| アカデミー賞     | 2003 | 美術賞 | ロード・オブ・ザ・リング/王の帰還 | 受賞       |
| アカデミー賞     | 2005 | 美術賞 | キング・コング                    | ノミネート |
| アカデミー賞     | 2021 | 美術賞 | パワー・オブ・ザ・ドッグ          | 未決定     |
| 英国アカデミー賞 | 2001 | 美術賞 | ロード・オブ・ザ・リング          | ノミネート |
| 英国アカデミー賞 | 2002 | 美術賞 | ロード・オブ・ザ・リング/二つの塔 | ノミネート |
| 英国アカデミー賞 | 2003 | 美術賞 | ロード・オブ・ザ・リング/王の帰還 | ノミネート |
| 英国アカデミー賞 | 2005 | 美術賞 | キング・コング                    | ノミネート |